# Шамшуд (комуна)
Шамшуд (рум. Șamșud) — комуна у повіті Селаж в Румунії. До складу комуни входять такі села (дані про населення за 2002 рік):
- Валя-Помілор (584 особи)
- Шамшуд (1182 особи) — адміністративний центр комуни

Комуна розташована на відстані 404 км на північний захід від Бухареста, 19 км на північ від Залеу, 79 км на північний захід від Клуж-Напоки.

## Населення
За даними перепису населення 2002 року у комуні проживали 1766 осіб.
Національний склад населення комуни:
| Національність | Кількість осіб | Відсоток |
| -------------- | -------------- | -------- |
| угорці         | 1582           | 89,6%    |
| цигани         | 150            | 8,5%     |
| румуни         | 33             | 1,9%     |
| німці          | 1              | 0,1%     |

Рідною мовою назвали:
| Мова      | Кількість осіб | Відсоток |
| --------- | -------------- | -------- |
| угорська  | 1589           | 90,0%    |
| циганська | 130            | 7,4%     |
| румунська | 47             | 2,7%     |

Склад населення комуни за віросповіданням:
| Релігія            | Кількість осіб | Відсоток |
| ------------------ | -------------- | -------- |
| реформати          | 1452           | 82,2%    |
| баптисти           | 140            | 7,9%     |
| п'ятдесятники      | 98             | 5,5%     |
| православні        | 41             | 2,3%     |
| не релігійні       | 13             | 0,7%     |
| римо-католики      | 10             | 0,6%     |
| греко-католики     | 7              | 0,4%     |
| не вказали релігію | 4              | 0,2%     |